# Lavijärvi
Der Lavijärvi ist ein See in der finnischen Landschaft Satakunta. 
Er liegt auf dem Gebiet der Gemeinde Pori und umfasst eine Fläche von 77 ha. Er liegt auf einer Höhe von 55,8 m über dem Meeresspiegel und ist an seiner tiefsten Stelle 18,78 m tief. Er entwässert über den Karhijärvi zum Bottnischen Meerbusen.

## Quelle
- Järvirekisteri (Seenregister des finnischen Umweltministeriums)